# Kumbarahalli, Tumkur
Kumbarahalli là một làng thuộc tehsil Tumkur, huyện Tumkur, bang Karnataka, Ấn Độ.